# Прва лига Србије у америчком фудбалу 2016.
Прва лига Србије у америчком фудбалу 2016. је дванаеста сезона највишег ранга такмичења америчког фудбала у Србији. У лиги је наступило укупно осам клубова, а титулу су бранили Дјукси из Новог Сада.
Сезона је почела 26. марта 2016. године утакмицом између прошлогодишњег вицешампиона београдских Вукова и Сирмијум лиџонарса, а окончана је 10. јула финалном утакмицом између Вукова из Београда и Вајдл борса из Крагујевца. Титулу су овојили Вајлд борси, шесту по реду.

## Систем такмичења
У лиги је учествовало 8 клубова, а играло се  по једнокружном бод систему, сваки клуб одигра по 7 мечева. Прва четири клуба пласирала се у плеј-оф, последњепласирани клуб испао је у нижи ранг такмичења, Прву лигу Србије, док се претпоследњи играо бараж утакмицу против другопласираног из Прве лиге. У плеј офу се игра на један добијени меч, а предност домаћег терена се одређује на основу позиције на табели у регуларном делу сезоне.

## Клубови
| Клуб               | Место             | Сезона 2015        |
| ------------------ | ----------------- | ------------------ |
| Блу драгонси       | Београд           | 1. место у 2. лиги |
| Вајлд борси        | Крагујевац        | Полуфинале         |
| Вукови             | Београд           | Финалиста          |
| Дјукси             | Нови Сад          | Првак              |
| Императори         | Ниш               | Полуфинале         |
| Индијанси          | Инђија            | 5. место           |
| Пантерси           | Панчево           | 6. место           |
| Сирмијум лиџонарси | Сремска Митровица | 7. место           |

## Резултати
1.коло
| Датум         | Клуб                   | Клуб                 | Резултат |
| ------------- | ---------------------- | -------------------- | -------- |
| 27. март 2016 | Дјукси Нови Сад        | Блу драгонси Београд | 43:6     |
| 26. март 2016 | Вукови Београд         | Сирмијум лиџонарси   | 48:12    |
| 27. март 2016 | Императори Ниш         | Пантерси Панчево     | 6:33     |
| 2. април 2016 | Вајлд борси Крагујевац | Индијанси Инђија     | 41:0     |

2.коло
| Датум         | Клуб                 | Клуб                   | Резултат |
| ------------- | -------------------- | ---------------------- | -------- |
| 9. април 2016 | Блу драгонси Београд | Индијанси Инђија       | 23:14    |
| 9. април 2016 | Пантерси Панчево     | Вајлд борси Крагујевац | 0:28     |
| 9. април 2016 | Сирмијум лиџонарси   | Императори Ниш         | 34:2     |
| 9. април 2016 | Дјукси Нови Сад      | Вукови Београд         | 28:39    |

3.коло
| Датум          | Клуб                   | Клуб                 | Резултат |
| -------------- | ---------------------- | -------------------- | -------- |
| 24. април 2016 | Вукови Београд         | Блу драгонси Београд | 39:27    |
| 16. април 2016 | Императори Ниш         | Дјукси Нови Сад      | 6:49     |
| 23. април 2016 | Вајлд борси Крагујевац | Сирмијум лиџонарси   | 42:20    |
| 24. април 2016 | Индијанси Инђија       | Пантерси Панчево     | 14:0     |

4. коло
| Датум          | Клуб                 | Клуб                   | Резултат |
| -------------- | -------------------- | ---------------------- | -------- |
| 7. мај 2016    | Блу драгонси Београд | Пантерси Панчево       | 15:45    |
| 7. мај 2016    | Сирмијум лиџонарси   | Индијанси Инђија       | 21:13    |
| 7. мај 2016    | Дјукси Нови Сад      | Вајлд борси Крагујевац | 21:32    |
| 30. април 2016 | Вукови Београд       | Императори Ниш         | 77:0     |

5. коло
| Датум        | Клуб                   | Клуб                 | Резултат |
| ------------ | ---------------------- | -------------------- | -------- |
| 22. мај 2016 | Императори Ниш         | Блу драгонси Београд | 6:28     |
| 22. мај 2016 | Вајлд борси Крагујевац | Вукови Београд       | 28:42    |
| 21. мај 2016 | Индијанси Инђија       | Дјукси Нови Сад      | 0:51     |
| 21. мај 2016 | Пантерси Панчево       | Сирмијум лиџонарси   | 29:28    |

6. коло
| Датум       | Клуб                 | Клуб                   | Резултат |
| ----------- | -------------------- | ---------------------- | -------- |
| 5. јун 2016 | Блу драгонси Београд | Сирмијум лиџонарси     | 30:21    |
| 5. јун 2016 | Дјукси Нови Сад      | Пантерси Панчево       | 27:0     |
| 5. јун 2016 | Вукови Београд       | Индијанси Инђија       | 35:0     |
| 5. јун 2016 | Императори Ниш       | Вајлд борси Крагујевац | 0:35     |

7. коло
| Датум        | Клуб                   | Клуб                 | Резултат |
| ------------ | ---------------------- | -------------------- | -------- |
| 11. јун 2016 | Пантерси Панчево       | Вукови Београд       | 41:65    |
| 18. јун 2016 | Вајлд борси Крагујевац | Блу драгонси Београд | 42:12    |
| 18. јун 2016 | Индијанси Инђија       | Императори Ниш       | 35:0     |
| 18. јун 2016 | Сирмијум лиџонарси     | Дјукси Нови Сад      | 17:40    |

## Табела
|  | Пласирали се у плеј-оф   |
|  | Играју бараж за опстанак |
|  | Испали у Другу лигу      |

| #  | Клуб                   | ИГ | П | ИЗ | ПД  | ПП  | ПР   | %     |
| -- | ---------------------- | -- | - | -- | --- | --- | ---- | ----- |
| 1. | Вукови Београд         | 7  | 7 | 0  | 345 | 136 | +209 | 1.000 |
| 2. | Вајлд борси Крагујевац | 7  | 6 | 1  | 248 | 95  | +153 | 0.857 |
| 3. | Дјукси Нови Сад        | 7  | 5 | 2  | 259 | 100 | +159 | 0.667 |
| 4. | Пантерси Панчево       | 7  | 3 | 4  | 148 | 183 | -35  | 0.429 |
| 5. | Блу драгонси Београд   | 7  | 3 | 4  | 141 | 210 | -69  | 0.429 |
| 6. | Сирмијум лиџонарси     | 7  | 2 | 5  | 153 | 204 | -28  | 0.286 |
| 7. | Индијанси Инђија       | 7  | 2 | 5  | 76  | 171 | -95  | 0.286 |
| 8. | Императори Ниш         | 7  | 0 | 7  | 20  | 291 | -271 | 0.000 |

ИГ = одиграо, П = победио, ИЗ = изгубио, ПД = поена дао, ПП = поена примио, ПР = поен-разлика, % = проценат успешности

## Бараж за опстанак
| Датум       | Клуб             | Клуб            | Резултат |
| ----------- | ---------------- | --------------- | -------- |
| 3. јул 2016 | Индијанси Инђија | Мамутси Кикинда | 35:22    |

## Плеј-оф

### Полуфинале
| Датум        | Клуб                   | Клуб             | Резултат |
| ------------ | ---------------------- | ---------------- | -------- |
| 25. јун 2016 | Вукови Београд         | Пантерси Панчево | 54:19    |
| 25. јун 2016 | Вајлд борси Крагујевац | Дјукси Нови Сад  | 33:13    |

### Финале
| Датум        | Клуб           | Клуб                   | Резултат |
| ------------ | -------------- | ---------------------- | -------- |
| 10. јул 2016 | Вукови Београд | Вајлд борси Крагујевац | 29:53    |

| Првак Прве лиге Србије 2016.     |
| -------------------------------- |
| Вајлд борси Крагујевац 6. титула |

## Занимљивости
Први пут у историји Дивљи Вепрови су једну утакмицу као домаћини одиграли ван Крагујевца, због тога што у граду нису добили терен за одигравање утакмице. Утакмицу против Блу драгонса одиграли су 18. јуна у селу Брзан у општини Баточина.